# Harrods
Harrods (Херодс) е най-известният универсален магазин в Лондон. Той е смятан за един от най-големите и модни магазини в света. Сградата се намира на Бромптън Роуд в кралското боро Кенсингтън и Челси, в западната част на Лондон.
Площта на магазина възлиза на 90 000 m², търговската площ се състои от 330 отдела. Персоналът на магазина е 4000 души. Всеки ден Harrods се посещава от над 300 000 души. Девизът на магазина е: Omnia Omnibus Ubique – „Всичко за всеки и навсякъде.“ Някои от отделите са световноизвестни, например отделът за коледни стоки или този за хранителни продукти. Много ефектно е също нощното осветление на фасадата, състояща се от 12 000 лампи.
„Harrods“ се смята за едно от най-скъпите места в Лондон, а освен това той влиза в тройката на най-известните забележителности на Лондон, заедно със сградата на парламента и Биг Бен. От 1989 г. официално съществува дрескод, който изключва влизането на лица, облечени небрежно, предизвикателно, с мръсни дрехи.

## История
Предприятието е основано през 1824 г. от 25-годишния Чарлз Хенри Херод, започвайки като малко магазинче за платове и галантерия. През 1849 г. Херод купува неголям магазин на Бромптън Роуд. Започвайки с двама продавачи в магазина, синът на Херод, Чарлз Дигби Херод, към 1880 г. превръща фирмата в голям универсален магазин с персонал от сто души.
През декември 1883 г. сградата е напълно унищожена от пожар, но въпреки това, Херод успява да получи рекордна печалба от коледни разпродажби, така че магазинът в стил еклектика отново се появява през 1903 г. на привичното за лондончани място. Сред клиентите през годините има немалко големи имена, като Оскар Уайлд, Чарли Чаплин, актрисата Елън Тери, драматургът Ноел Кауард, Лорънс Оливие и Вивиан Лий, Зигмунд Фройд, Алън Милн и много членове на кралското семейство.
През ноември 1898 г. Херод открива в своя универмаг първия във Великобритания ескалатор. Особено впечатлителните посетители искали да им сипят малко бренди, за да си успокоят нервите след „страшното“ изпитание.
През 1922 г. Harrods е продаден, обаче запазва историческото си име.
През 1985 г. магазинът е купен от египетския милиардер Мохамед ал-Файед, който на свой ред през 2010 г. го продава на държавния „Катарски инвестиционен фонд“ за 1,5 млрд. фунта стерлинги.
До 2001 г. „Harrods“ е официален доставчик на особите от кралския двор Елизабет II, херцог Филип, принц Чарлз и кралицата-майка Елизабет. Тази привилегия, освен всичко друго, се е изразявала в поставянето на четирите герба на кралските особи върху фасадата на магазина и текста „доставчик на двора на техни величества“ в официалните документи.